# Socialistes démocrates d'Amérique
Les Socialistes démocrates d'Amérique (en anglais Democratic Socialists of America ou DSA) sont une organisation socialiste démocrate américaine.
L'organisation n'est plus membre de l'Internationale socialiste depuis que son congrès d'août 2017 a décidé de quitter cette organisation, critiquant son appui aux politiques néolibérales.

## Historique
L'organisation a été fondée lors de la disparition du Parti socialiste d'Amérique en 1973, dont une partie est devenue l'actuel Parti socialiste des États-Unis et une autre le Democratic Socialist Organizing Committee, devenu depuis 1982 les Democratic Socialists of America. Le nouveau parti fait campagne en faveur d’une loi pour le plein-emploi et s’engage dans la lutte contre l’apartheid en Afrique du Sud.

## Idéologie
Le parti des Socialistes démocrates d'Amérique (DSA) s'inscrit principalement dans la tradition du socialisme libéral. S’inspirant de Robert Owen, de Charles Gide ou encore de John Stuart Mill, les DSA mettent en avant une propriété sociale des moyens de production qui s’exercerait par les sociétés coopératives et les entreprises publiques dont les travailleurs participeraient à la gestion. 
Dans sa constitution, le parti précise : « Nous sommes socialistes parce que nous partageons la vision d’un ordre social humain fondé sur le contrôle populaire des ressources et de la production, la planification économique, la distribution équitable, le féminisme, l’égalité raciale et les relations non oppressives. Nous sommes socialistes parce que nous développons une stratégie concrète pour réaliser cette vision, pour construire un mouvement majoritaire qui fera du socialisme démocratique une réalité en Amérique. Nous croyons qu’une telle stratégie doit reconnaître la structure de classe de la société américaine et que cette structure de classe signifie qu’il y a un conflit d’intérêts fondamental entre les secteurs ayant un pouvoir économique énorme et la grande majorité de la population. »
Cependant, différents courants idéologiques coexistent au sein des DSA (marxisme, antispécisme, socialisme libertaire…), bien que tous reposent sur les idées socialistes. Le Green New Deal est devenu le point central du programme du parti. Celui-ci comprend également l'instauration d'un salaire minimum à 15$/heure, un système de santé à payeur unique (« Medicare for All »), ou encore la gratuité des études supérieures. Les DSA encouragent leurs militants et sympathisants à s'engager sur le terrain syndical.

## Organisation
L'organisation passe de 6 000 membres en 2015 à 30 000 en 2017. En juillet 2018, elle annonce que le nombre d'adhérents a atteint les 45 000.
Le parti possède également une section jeunesse, les Young Democratic Socialists of America (YDS). Ils sont affiliés à l'Union internationale de la jeunesse socialiste (IUSY) et ont pour logo le poing à la rose des partis socialistes français et suisse. En 2010, la revue Jacobin est fondée par des membres du parti.
Bhaskar Sunkara, directeur de la revue américaine Jacobin et vice-président des Socialistes démocrates d’Amérique, souligne que la structure décentralisée des DSA « permet aux sections locales de fonctionner de manière très autonome, ce qui donne une grande diversité de formes d’engagement : depuis l’aide à la création d’associations de locataires jusqu’au coup de main à des personnes nécessiteuses pour réparer les phares de leur voiture, en passant par les grandes campagnes nationales comme Medicare for all du nom de l’assurance-maladie publique destinée aux personnes âgées. »
En septembre 2024, les Socialistes démocrates d’Amérique ont reçu le soutien de Jean-Luc Mélenchon et Jérôme Legavre.

## Résultats électoraux
Depuis peu sans étiquette, le sénateur du Vermont Bernie Sanders s'est dit « socialiste démocrate » pendant l'élection présidentielle américaine de 2016. Les observateurs attribuent souvent la relance du socialisme américain à sa campagne. Celle-ci, massivement soutenue par l'électorat des jeunes, s'est faite en parallèle d'une vague de nouveaux adhérents aux DSA, notamment après l'élection de Donald Trump, même si les Socialistes Démocrates avaient décidé de ne pas soutenir Hillary Clinton après le ralliement de Sanders à la candidate démocrate.
Les DSA revendiquent la victoire de 15 de leurs membres lors des élections locales ou d'état de novembre 2017. 
L'année suivante, plusieurs candidats socialistes démocrates remportent des élections primaires et spéciales qui désignent les candidats démocrates pour le scrutin national de mi-mandat de novembre 2018, et certains sont élus dans des législatures d'État américaines : à la Chambre des délégués de Virginie et à la Chambre des représentants de Pennsylvanie,. 
En juin 2018, Alexandria Ocasio-Cortez, novice en politique qui travaillait encore comme serveuse six mois avant l'élection primaire new-yorkaise, a surpris le monde politique américain en battant Joe Crowley, élu démocrate puissant de la Chambre des représentants. Sa victoire a déclenché une large discussion dans la presse américaine sur la renaissance du socialisme aux États-Unis et a suscité une nouvelle vague d'adhésions aux DSA qui revendiquent désormais plus de 60 000 membres en 2019. 
Lors des élections de 2018, le parti a fait passer son nombre d'élus dans les chambres basses des États de 4 à 11, dont 8 supportés au niveau national. En outre, lors de ces élections, deux femmes membres du Parti démocrate et des Démocrates socialistes, Alexandria Ocasio-Cortez (New York) et Rashida Tlaib (Michigan), ont été élues à la Chambre des représentants des États-Unis (la chambre basse du Congrès américain).
Malgré le ralliement en avril 2020 de leur candidat Bernie Sanders à Joe Biden pour l'élection présidentielle de 2020 après son abandon dans les primaires démocrates, les Socialistes démocrates ont décidé ne pas soutenir la candidature de Biden face à Trump.
Un membre des DSA, Zohran Mamdani, remporte en juin 2025 la primaire démocrate pour l'élection 2025 à la mairie de New York, le situant en bonne place pour remporter l'investiture à la mairie dans cette ville généralement considérée comme acquise au parti démocrate (bien que de potentiels candidats dits "indépendants" puissent changer la donne dans un scrutin à un tour).